# Desa Sukadana (administrativ by i Indonesien, Nusa Tenggara Barat, lat -8,31, long 116,38)
Desa Sukadana är en administrativ by i Indonesien.   Den ligger i provinsen Nusa Tenggara Barat, i den sydvästra delen av landet, 1 100 km öster om huvudstaden Jakarta. Desa Sukadana ligger på ön Lombok Island.